# Orobanche valida
Orobanche valida är en snyltrotsväxtart som beskrevs av Jepson. Orobanche valida ingår i släktet snyltrötter, och familjen snyltrotsväxter.

## Underarter
Arten delas in i följande underarter:
- O. v. howellii
- O. v. valida